# Chapelle All Souls
Chapelle All Souls est une chapelle historique, attachée à la Cathédrale St Peter, à Charlottetown, Île-du-Prince-Édouard, Canada.  Construite du grès de l'Île-du-Prince-Édouard, d'architecture de style néogothique, elle fait face au beau parvis Rochford.

## Histoire
La chapelle All Souls fut bâtie en 1888 comme un monument au Père George Hodgson, le premier prêtre en exercice à la cathédrale St Peter, par la conception de l'architecte ecclésiastique reconnu, William Critchlow Harris (en) et où les peintures de son frère Robert Harris sont en vedette sur les murs de la chapelle. Il y a trois cocardes par Robert Harris devant l'autel, représentant, le Christ brisant le pain à Emmaus le soir de sa résurrection ; la Crucifixion du Christ ; et le Christ passant le Chalice aux communiants. Le retable voûté est typique du style de William Harris, contenant des statues du Christ et ses apôtres. Le Christ est debout au centre, avec Jean et Jacques debout à sa droite et Pierre à sa gauche, alors que d'autres apôtres, incluant St Paul, apportent les instruments utilisés pour les mettre à mort.
Un tabernacle contenant le Sacrament réservé (pour les malades) est derrière la croix de l'autel, alors qu'à droite de l'autel est une Table, sur laquelle le pain et le vin sont placés avant l'Offertoire. autour des murs du sanctuaire, il y a des portraits de St Luc, comme un monument à Robert Harris et Jacques le Juste, un monument à Canon James Simpson, qui eut un rôle important pour planifier la chapelle. La peinture ronde au-dessus des retables est l'Ascension du Christ, et est icône importante aux générations de paroissiens de la cathédrale. La chapelle fut bâtie par Lowe Brothers de Charlottetown et la menuiserie fut taillée par Messieurs Whitlock et Doull.
En 1990, la chapelle All Souls fut désignée comme un Lieu historique national du Canada,. Une plaque extérieure en reconnaissance de désignation fut dédiée à une cérémonie spéciale en juillet 1994.  La chapelle avait été désignée un édifice héritage de la ville de Charlottetown en 1979.